# Киевский (Томская область)
Ки́евский — посёлок в Каргасокском районе Томской области, Россия. Административный центр Толпаровского сельского поселения.

## История
Основан в 1964 г. под названием Киевский Ёган. В 1969 сюда из посёлка Толпарово (ныне не существующего) был перенесён центр поселения, хотя название поселения (Толпаровское) сохранилось по просьбе Каргасокского лесопромышленного комбината.

## География
Посёлок расположен на севере Каргасокского района, возле административной границы с Александровским районом, на берегу реки Сангилька (приток Тыма). Примерно в 5-6 км по прямой на северо-запад находится озеро Балкино.

## Население
| 2002 | 2010 | 2012 | 2013 | 2014 | 2015 | 2021 |
| ---- | ---- | ---- | ---- | ---- | ---- | ---- |
| 442  | ↘351 | ↘340 | ↘338 | ↘333 | ↗337 | ↘286 |

## Социальная сфера и экономика
В посёлке есть культурно-библиотечный центр, средняя общеобразовательная школа и фельдшерско-акушерский пункт.
Основу экономической жизни составляют сельское и лесное хозяйство и розничная торговля.